# Неса Девил
Никола Јираскова (чеш. Nikola Jirásková; 9. децембар 1988), познатија под псеудонимом Неса Девил (Nessa Devil), чешка је порнографска глумица.

## Биографија
Никола је рођена 9. децембра 1988. године у трећем по величини чешком граду Острави. Желећи да постане глумица за одрасле, пријавила се за кастинг порно-режисера Пјера Вудмана. Како је Вудман био задовољан оним што је Јираскова имала да понуди, тада осамнаестогодишња Никола је 23. марта 2007. потписала уговор са Вудман ентертејнментом под псеудонимом Неса Девил.
Снимила је серију филмова названу Drunk Sex Orgy, за које је номинована за награду АВН за најбоље оргијско/генгбенг издање и најбољи оргијски/генгбенг серијал. Глумила је у великом дијапазону порнографских жанрова, као што су мастурбација са и без дилда, меке сцене, вагинални секс, анални секс и уролагнија. Девилову је аргентинска штампа означила као нову порно-суперзвезду. У неколико наврата је имплантатима повећавала груди. Има пирсинг на пупку.